# Остра (річка)
Остра (пол. Ostra (dopływ Wisłoki)) — гірська річка в Польщі, у Дембицькому повіті Підкарпатського воєводства. Права притока Вислоки, (басейн Балтійського моря).

## Опис
Довжина річки приблизно 17,52 км, найкоротша відстань між витоком і гирлом — 13,26  км, коефіцієнт звивистості річки — 1,33 . Формується безіменними потоками.

## Розташування
Бере початок на південно-західній околиці села Ґрудна-Ґурній. Тече переважно на північний захід через Ґрудна-Дольну, Ґлобікову, Брацейову, Ґумниську, Лятошин і на південно-західній околиці міста Демби́ця впадає у річку Вислоку, праву притоку Вісли.

## Цікавий факт
- У місті Дембиця річку перетинає автошлях  73.